# 于松迪普瓦图
于松迪普瓦图（法語：Usson-du-Poitou，法語發音：[ysɔ̃ dy pwatu]，意为“普瓦图的于松”）是法国新阿基坦大区维埃纳省的一个市镇，属于蒙莫里永区。

## 地理
于松迪普瓦图（46°16'40"N, 0°31'40"E）面积72.64 平方千米，位于法国新阿基坦大区维埃纳省，该省份为法国中西部省份，北起曼恩-卢瓦尔省和安德尔-卢瓦尔省，西接德塞夫勒省，南至夏朗德省，东南接上维埃纳省，东临安德尔省。
与于松迪普瓦图接壤的市镇（或旧市镇、城区）包括：布雷斯、加尔尼耶堡、派鲁、科村、圣马丹拉尔、圣瑟孔丹、勒维让。
于松迪普瓦图的时区为UTC+01:00、UTC+02:00（夏令时）。

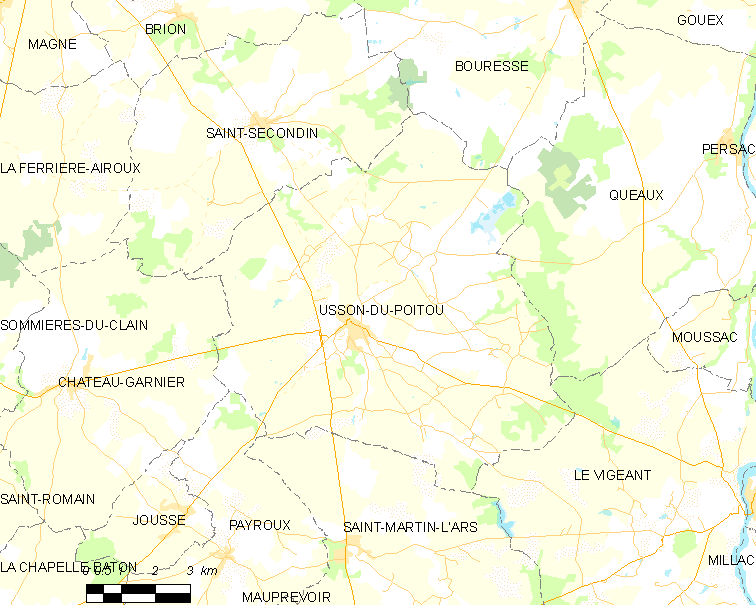
于松迪普瓦图的OSM定位图

## 行政
于松迪普瓦图的邮政编码为86350，INSEE市镇编码为86276。

## 政治
于松迪普瓦图所属的省级选区为吕萨克堡县。

## 人口

1962-2008年间于松迪普瓦图人口变化图示

于松迪普瓦图于2022年1月1日时的人口数量为1226人。